# Pietro Antonio Tornamira
Pìetro Antonio Tornamira (1618-1681) fue un religioso y historiador eclesiástico de Italia.
El monje siciliano Tornamira lo confirma en su <<Istoria monastica>>, y asegura que en sus tiempos, el milagro de Roiate se reproducía todos los años (cita sacada de la obra de T. Berengier Un miracle annuel de Saint Benoit, París, 1869)

## Biografía
Tornamira era un benedictino de la abadía de Montecasino, de la noble familia Tornamira-Golbó, nacido en Alcamo, Sicilia, el 16 de febrero de 1618, y abraza la vida religiosa.
Tornamira, para el ejercicio de su piedad, deja la abadía de San-Martín y pasa a la abadía de Montecasino, donde pronuncia sus votos en 17 de diciembre de 1641, y Palafox, arzobispo de Palermo, le nombra censor y examinador sinodal, y para asuntos importantes el clero de la misma villa le envía al senado.
Tornamira ama los libros y el saber, y enriquece considerablemente la biblioteca de la abadía, y tiene ansia por los manuscritos y antigüedades, hábil en descifrar las inscripciones antiguas, y se aplica con tanta asiduidad que perdió la vista, y es autor de un gran número de obras impresas e inéditas, como una de la genealogía de la patrona de Palermo, Santa Rosalía, y murió en el hospicio del Espíritu Santo de Palermo, dependiendo del monasterio de San Martin el 4 de agosto de 1681.

## Obras
- Istoria de progressi delle monache ablate del P.S. Benedetto, Palermo, 1664.
- San Benedetto abate,..., Palermo, 1673.
- Vita e morte del venerabile Padre D. Girolamo Arminio di Napoli, Carlo Adamo, 1674.
- Origine e progressi della congregazione Cassinese,.., Palermo, 1675.
- Vita e felice morte di suor E. Tripedi, Palermo, 1574.
- La conditione del prelato regolare,...., 1677.
- Gli scrittori Mariani dell'ordine benedettino, 1679.
- Istoria dell'origine e progressi dell' ordine benedittino  nella Sicilia
- Cronica del gregoriano monastero in S. Martino delle Scale di Palermo
- Idea congietturale della vita di S. Rosalia, Palermo, 1668
- Otras